# Оржер
Оржер (фр. Orgères) — коммуна на северо-западе Франции, находится в регионе Бретань, департамент Иль и Вилен, округ Ренн, кантон Жанзе. Расположена в 15 км к югу от Ренна. 
Население (2018) — 4 993 человека. 

## История
Первыми жителями, о пребывании которых на территории Оржера известно достоверно, были галлы. В ходе проведенных в 2012 году археологических исследований были обнаружены следы кузницы, существовавшей здесь в I—II веках нашей эры. 
Шато Оржер, расположенный в 600 м к северо-западу от поселка, в XVIII веке представлял собой обширную конструкцию с центральным куполом и двумя павильонами, но он был частично сожжен в начале XIX века и сегодня состоит из двух зданий разной высоты. Поле рядом с шато во время Великой французской революции было местом сражения между республиканскими войсками и шуанами.

## Достопримечательности
- Церковь Святого Мартина
- Шато Оржер
- Старинный особняк Буаре XVIII века

## Экономика
Структура занятости населения:
- сельское хозяйство — 3,1 %
- промышленность — 9,2 %
- строительство — 17,5 %
- торговля, транспорт и сфера услуг — 38,3 %
- государственные и муниципальные службы — 31,8 %

Уровень безработицы (2018) — 9,6 % (Франция в целом —  13,4 %, департамент Иль и Вилен — 10,4 %). 

Среднегодовой доход на 1 человека, евро (2018) — 23 130 (Франция в целом — 21 730, департамент Иль и Вилен — 22 230).

## Демография
Динамика численности населения, чел.

## Администрация
Пост мэра Оржера с 2020 года занимает Янник Кошо (Yannick Cochaud). На муниципальных выборах 2020 года возглавляемый им независимый список победил в 1-м туре, получив 53,51 % голосов.
| Период | Период | Фамилия      | Партия                  | Примечания                      |
| ------ | ------ | ------------ | ----------------------- | ------------------------------- |
| 1965   | 1983   | Пьер Маршан  |                         | фермер                          |
| 1983   | 1989   | Клод Оран    |                         | корректор в газете Ouest-France |
| 1989   | 1999   | Пьер Жёссе   | Разные левые            | агент компании Citroën          |
| 2000   | 2001   | Габриэль Руо | Разные левые            | бывший моряк                    |
| 2001   | 2020   | Даниэль Дэн  | Социалистическая партия | работник компании URSSAF        |
| 2020   |        | Янник Кошо   | Разные правые           | менеджер по продажам            |

## Города-побратимы
- Хшипско-Вельке, Польша